# Lasanya

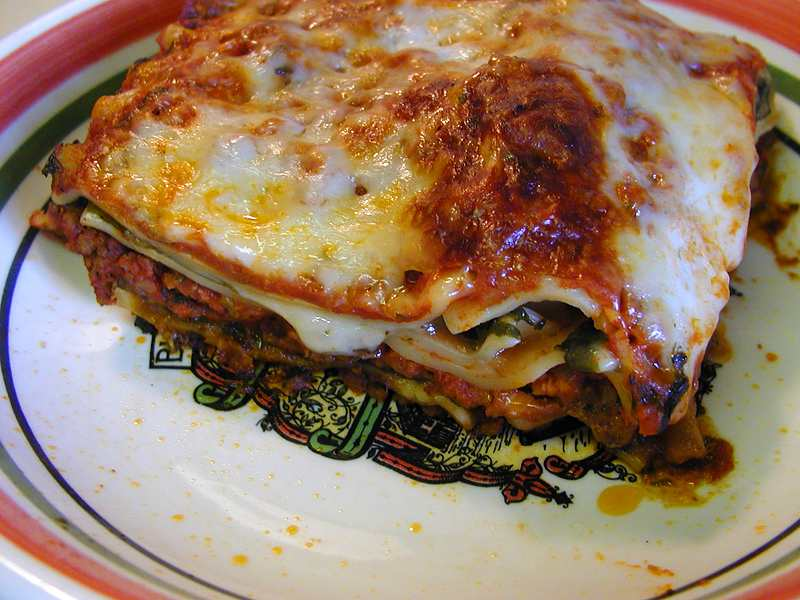
Plat de lasanya

La lasanya (italià: lasagna, plural: lasagne) és un tipus de pasta en làmines d'origen italià.

## Descripció
Es denomina així la làmina crua i el plat ja preparat amb les làmines de pasta cuinades intercalades amb carn (Ragú o salsa bolonyesa) i beixamel dit lasanya al forn (lasagna al forno). La lasanya al forn també es pot fer amb verdures (espinacs, albergínies, o peix. S'acaba amb beixamel i abundant formatge ratllat per a gratinar en el forn.
És un plat fort que se sol menjar a l'hivern o en els períodes freds de la primavera.
La preparació i els ingredients varien segons la regió on es prepara. A causa de la internacionalització del plat, en alguns llocs es prepara amb 2 tipus de salses, com la de carn picada amb salsa de tomàquet i salsa blanca (A aquest tipus de lasanya se la sol denominar també lasanya bolonyesa en honor de la salsa bolonyesa (ragù bolognese) que porta en el seu interior).

## Història
La paraula "lasanya" prové del grec "lasanon", a través del llatí "lasanum", que es refereix al recipient en el qual es cuinava.
Ciceró mateix esmenta la seua passió pel "Lagum", que eren tires de pasta llargues; és molt probable que en aquesta època els romans desenvolupessin les màquines per a elaborar la pasta de lasanya. El més segur és que fins al segle xvii no aparegué un plat similar a la nostra lasanya al forn.

## Elaboració
Per a preparar la lasanya al forn és necessari tenir un bon recipient refractari que contindrà els ingredients finals de la lasanya; s'aconsella d'emprar recipients de ferro colat amb una profunditat d'almenys 10 centímetres amb el fi de poder fer diverses capes (els experts esmenten que una bona lasanya ha de tenir cinc capes), s'ha de greixar el fons. A part s'elabora la salsa beixamel, es fregeix el contingut (carn amb salsa de tomàquet i espècies) i les plaques de pasta es posen a remullar en aigua calenta amb oli perquè no s'enganxin.
Sobre el recipient refractari es van tirant les plaques de pasta humides, damunt d'aquestes s'aboca el contingut i posteriorment la salsa de beixamel, es repeteix aquesta operació fins a arribar a la part superior en la qual s'empolvora encenalls de formatge per gratine. Es fica el recipient al forn aproximadament 20 minuts (l'interval de temps dependrà de la quantitat) en un forn a 200 graus Celsius, a la fi el formatge ha d'estar un poc gratinat.

## Variants

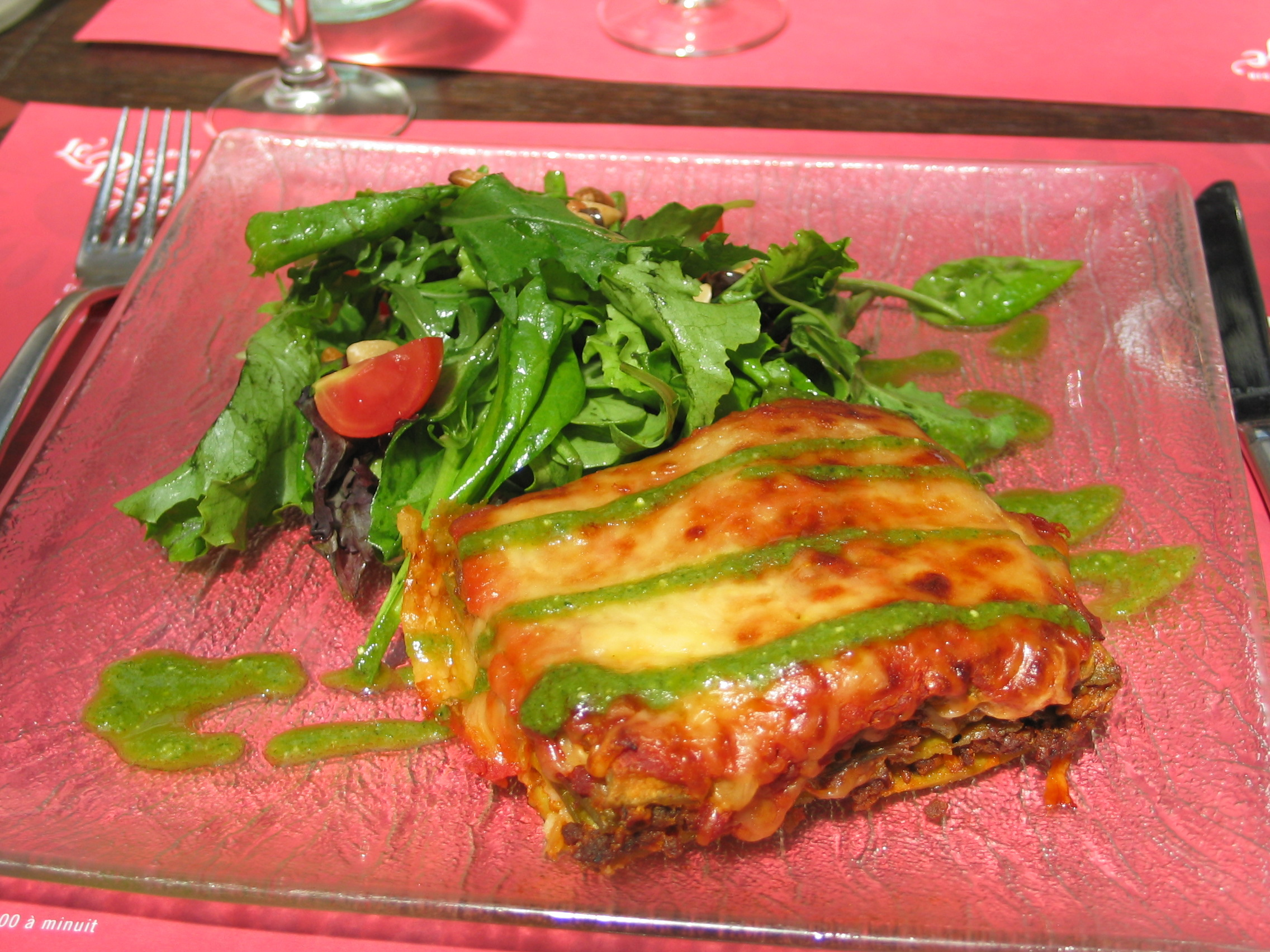
Lasanya amb amanida

Existeixen moltes variants d'aquest plat, en el cas de la Lasanya al forn les variants provenen del contingut entre les làmines de pasta i beixamel, en aquest cas es pot trobar lasanyes de verdures, i entre aquestes, cols de Brussel·les, bròcoli, espinacs, etc. També poden fer-se de peix, comm ara tonyina.
Existeixen variants que en lloc de salsa de carn (en la seua majoria de porc o vaca), empren carns d'aviram com ara el pollastre o el gall dindi. Les variants més subtils poden arribar a incloure botifarra com a contingut i fulles de col en comptes de la pasta, la resta és igual.
Algunes de les variants poden afectar no solament el contingut carni, sinó que pot arribar a substituir la pasta en làmines; existeixen variants que empren altres tipus de pastes, com ara penne, macarrons, fideus o vermicelli, i fins i tot pot elaborar-se amb verdures en làmines que fan les vetes de pasta, tals verdures poden ser el carbassó, l'albergínia (en aquest cas, és molt similar a la mussaka grega), la col, etc.
Existeixen variants completes que en alguna gastronomia no italiana tenen autèntica personalitat, d'aquesta forma en Mèxic es té la lasanya mexicana, en la qual les capes de pasta són reemplaçades per capes de tortillas i la salsa bolonyesa per pebrot roig amb carn.
En totes les varietats existeix com a invariant el formatge gratinat en la superfície exterior, es tria qualsevol que puga fondre's i gratinar-se amb certa facilitat.
La lasanya amb verdures és un dels plats més famosos de la gastronomia vegetariana, existeixen innombrables exemples amb espinacs, carbassons, tofu, etc.